# Barratry
Barratry is een begrip uit het Angelsaksische recht waarmee men voornamelijk doelt op misbruik van procesrecht door een wederpartij (herhaaldelijk) lastig te vallen met rechtszaken. 

## Misbruik van procesrecht
Het kan soms aantrekkelijk zijn een partij te dreigen met een civiele procedure. Een wederpartij kan beducht zijn voor publiek gezichtsverlies. Ook is het een effectieve methode om een wederpartij op kosten te jagen, met name wanneer deze over minder financiële middelen beschikt. Op deze manier kan een procedure misbruikt worden als dreig- of pressiemiddel, of als methode om een wederpartij (bijvoorbeeld een zakelijke concurrent) in de rechtszaal financieel 'leeg te laten bloeden'.
Barratry als misbruik van procesrecht stamt uit het Engels recht. Hoewel Engeland en Wales barratry hebben gedecriminaliseerd in 1967, stellen sommige Amerikaanse staten het nog strafbaar. Als een rechter een klacht in reconventie wegens barratry honoreert kan dit leiden tot niet-ontvankelijkheid van de procedure, strafrechtelijke sancties jegens de advocaat en zijn klant, en eventueel tuchtrechtelijke sancties jegens de advocaat.
Niet slechts het herhaaldelijk procederen tegen een partij, maar ook het lichtzinnig aanspannen van een procedure kan onder barratry worden geschaard. Hiermee is het potentieel een wapen van gedaagden tegen (te opdringerige) eisers. 
Barratry staat echter op gespannen voet met het o.a. in het in verschillende verdragen en grondwetten vastgelegde beginsel dat iedereen toegang tot de rechter moet kunnen krijgen. Barratry wordt nog wel door gedaagden in reconventie ten laste gelegd in de staten waar dit mogelijk is. In de meeste gevallen is dit intimidatie en een vordering tot barratry wordt vrij zelden gehonoreerd.

## Andere betekenissen
Barratry komt tevens voor in het zeerecht, waarmee men doelt op acties van een kapitein van een schip die de belangen van de eigenaar van het schip of de lading op onrechtmatige wijze schaadt. 
Ten slotte kan men met barratry doelen op het op zeer opdringerige wijze cliënten binnen trachten te halen door advocaten. Deze advocaten worden vaak pejoratief aangeduid als ambulance chasers (ambulancejagers). Een veelgebruikte techniek is namelijk het volgen van ambulances naar een ongeluk of het ziekenhuis om familie van slachtoffers te benaderen om een rechtszaak aan te spannen. Hier wordt door de 'gevestigde' (transactie)advocatuur op neergekeken, en dit wordt dan ook geassocieerd met 'louche praktijken'.